# Jan Smuda
Jan Smuda (1. dubna 1943 – 28. října 2004) byl český fotbalový útočník a juniorský reprezentant Československa.
V květnu 2019 byl u příležitosti 100. výročí vítkovického fotbalu vybrán do tamní „Jedenáctky století“.

## Hráčská kariéra
Odchovanec Vítkovic hrál v československé lize za Duklu Praha (během základní vojenské služby), aniž by skóroval (17.11.1963–19.05.1965). S pražskou Duklou se stal mistrem Československa v sezoně 1963/64.
Ve II. lize působil kromě B-mužstva Dukly především ve VŽKG Ostrava (dobový název Vítkovic).

### Reprezentace
V sobotu 30. října 1965 nastoupil v Bratislavě za juniorský výběr Československa (tzv. „Lvíčata ČSSR“) proti juniorům Rakouska a podařilo se mu vstřelit dvě branky. Po jednom z tvrdších zákroků rakouských obránců byl v 72. minutě nucen opustit hřiště a jeho místo zaujal Valerián Bartalský.
- Československo jun. – Rakousko jun. 4:0 (1:0), branky 17. a 61. Smuda, 77. Štefan, 83. Bartalský.[2][4]

### Prvoligová bilance
| Ročník             | Zápasy | Góly | Minuty | Klub           |
| ------------------ | ------ | ---- | ------ | -------------- |
| I. liga 1963/64    | 1      | 0    | 90     | AS Dukla Praha |
| I. liga 1964/65    | 2      | 0    | 180    | AS Dukla Praha |
| CELKEM I. ČS. LIGA | 3      | 0    | 270    |                |

### Ocenění
V květnu 2019 byl u příležitosti 100. výročí vítkovického fotbalu vybrán do tamní „Jedenáctky století“.
- Vítkovice 1919–2019: Tomáš Vaclík – Miroslav Kadlec, Lubomír Vlk, Milan Lišaník a Josef Kalus – Alois Grussmann, Jiří Sliž, Jiří Navrátil a Jiří Šourek – Josef Bican a Jan Smuda (brankář, obránci, záložníci a útočníci).[5]